# グレートベースン
グレートベースン（Great Basin）は、アメリカ合衆国のロッキー山脈とシエラネバダ山脈の間にある地形学的に広い乾燥した地域（内陸流域）。「大いなる盆地」を意味する地名で、海へ注ぐ川はない。地形学、地質学、地理学的には、メキシコ中部太平洋側まで延びる更に広域なベイスン・アンド・レンジの北端部に位置している。

## 定義

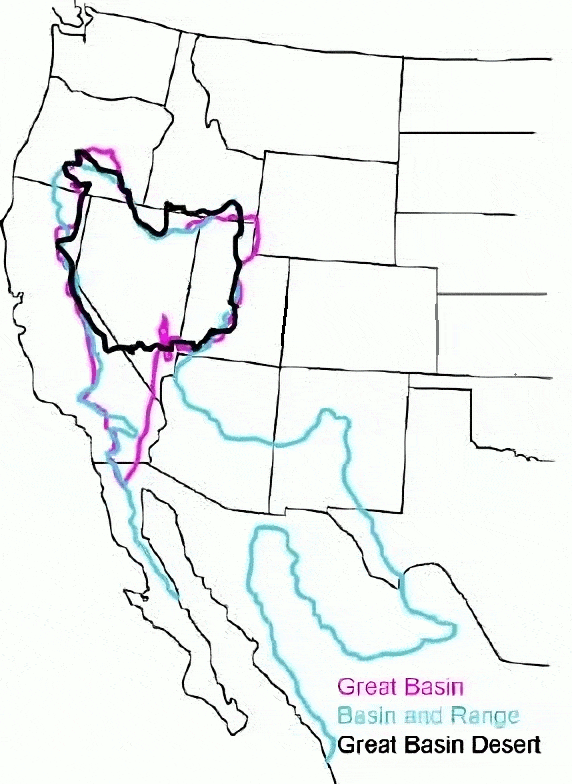
水文学的定義によるグレートベースン（ピンク）、ベイスン・アンド・レンジ（水色）、グレートベースン砂漠（黒）

「グレートベースン」という用語は水文学:11、生態学、植生地理学、自然地理学:21、地誌学:14、民族地理学:34で利用される用語である。この名称を初めに使用したのは探検家のジョン・C・フレモントであった。彼は自らの探検から、この土地が「海と繋がっていない」ことを発見した:8–9。水文学的定義が最も利用されており、また唯一明確な境界が示されている。他の学問分野においても境界線の定義が試みられているが、資料によってそれが異なっている。
グレートベースン砂漠も国立公園局によって定義されており、その境界線はグレートベースンとほぼ同じであるが、唯一南方に飛び出した領域のみが除外されている。
グレートベースン植物区系は植物学者アルメン・タハタジャンによって定義され、その領域は水文学的定義よりも大きい。グレートベースンに加え、スネーク川平原、コロラド高原、ユンタ盆地とアリゾナ州の一部が含まれる。
自然地理学による定義はベイスン・アンド・レンジを元に1931年に行われた。地質調査所はこの定義を採用し、自然地理分類図を策定している。この領域は水文学的定義より少し大きい程度である。
グレートベースン文化地区はロッキー山脈とシエラネバダ山脈の間に位置する民族地理学的分類である。その面積は約100万平方キロメートルに達し、水文学的定義の2倍近くある。

## 水文学的定義

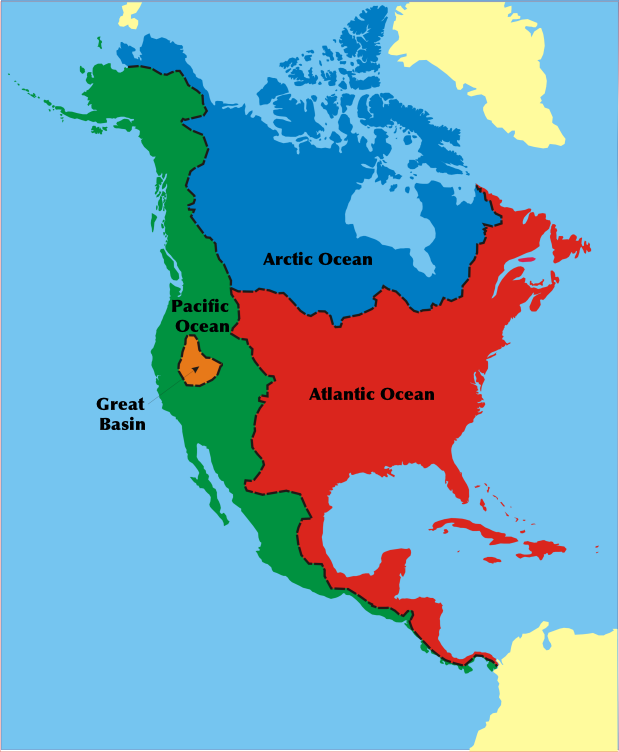
分水界図 - オレンジ色がグレートベースン

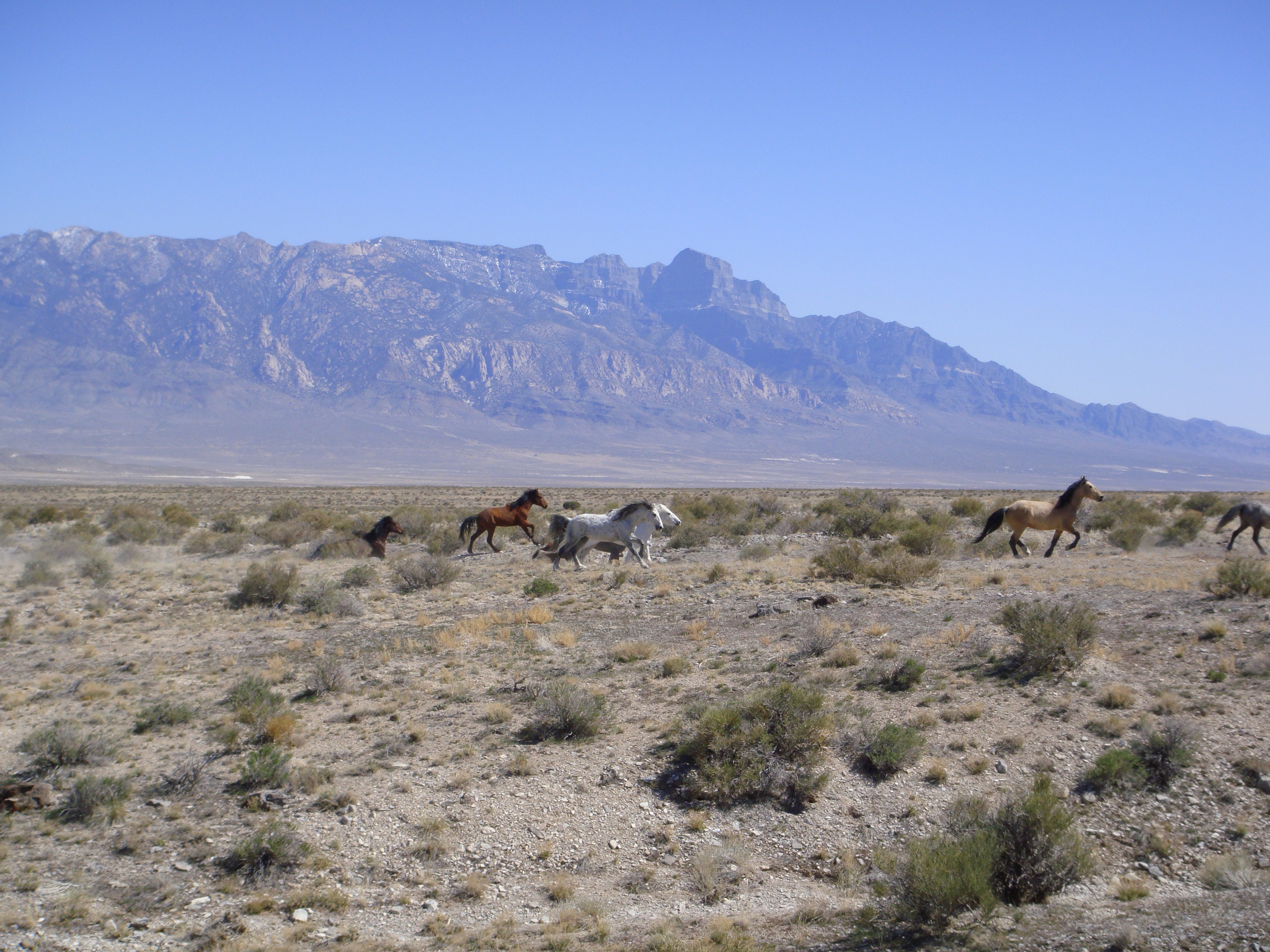
グレートベースンの風景

水文学的定義によると、その面積は54万1,730平方メートルである。すべての領域が侵食によってできており、かつて湖の底であった地域が水面の低下によって現れている。フレモントの観察の通り、領域内を流れる川はいずれもメキシコ湾や太平洋には流れ込んでおらず、内陸流域となっている。境界線となるのは東ではワサッチ山脈、西ではシエラネバダ山脈とカスケード山脈、北ではスネーク川盆地であるが、南側の境界線はやや曖昧である。ネバダ州のほぼ全域、ユタ州の半分、オレゴン州とカリフォルニア州の一部が含まれ、アイダホ州、ワイオミング州、そしてメキシコにもわずかにかかっている。「大いなる盆地」という名前ではあるが、実際には数多くの小さな盆地から構成されている。グレートソルト湖やピラミッド湖、フンボルトシンクなどがグレードベースン内での雨水の主要な流入先となっている。
グレートベースン分水嶺によって太平洋と分水界が区切られている。グレートベースン内で最長かつ最大の川はベア川であり、その長さは560キロメートルである。また、最大の流域面積を持つ川はフンボルト川であり、流域面積は4万4千平方キロメートルである。グレートベースンにおける降水はほとんどが雪であり、そのほとんどが地下水となる。北アメリカ最大の高山湖であるタホ湖もグレートベースン中央部に位置する。
グレートベースンは一つの盆地ではなく、隣接した分水界の集まりであり、西はサクラメント川・サンワーキン川とクラマス川の分水界、北はコロンビア川・スネーク川の分水界、南と東はコロラド川・グリーン川の分水界である。
グレートベースンに含まれる分水界は
- グレートソルト湖
- デスヴァレー
- ハニー湖
- フンボルト塩湿地
- モハーヴェ砂漠
- ピラミッド湖
- ブラックロック砂漠
- カーソンシンク
- ウォーカー湖
- ハーニー盆地
- サヴィア湖
- オーエンズ・バレー

など

## 自然環境

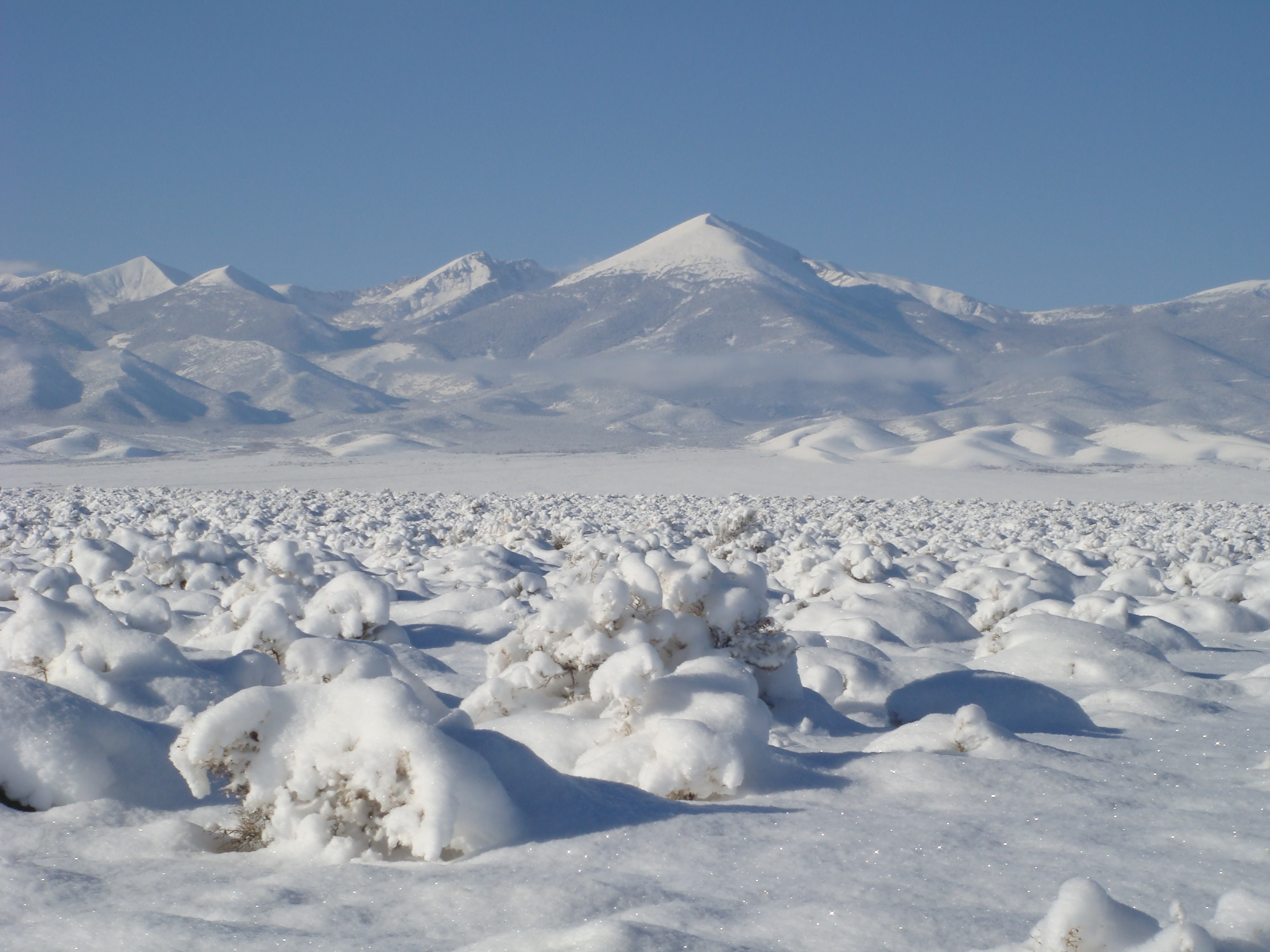
ユタ州、ネバダ州を通るスネークバレーの吹雪

水文学的定義によるグレートベースンには複数の砂漠やエコリージョンが含まれており、それぞれに異なった植物相、動物相が存在する。自然環境における境界線は明確ではない。
グレートベースン南部にはモハーヴェ砂漠、コロラド砂漠、北部にはグレートベースン砂漠、オレゴン高地砂漠が存在する。南部と北部の砂漠の違いはその植生に現れており、南部の砂漠にはジョシュアツリーやメキシコハマビシが生えているが、北部の砂漠にはそれが生えていない。北部砂漠の方が標高が高く、年間を通して降水量が多い。
グレートベースン内での気候、植生は標高に大きく左右され、標高が高いほど気温が低下し、降水量が増加する。そのため、この地域の森林は標高の高いところに存在する。南部ではネズやマツの仲間が生え、北部ではマウンテンマホガニーが生えている。また、水辺ではヤマナラシの仲間が生えている。
これらの高地の森林の生態系が典型的な砂漠のものとは異なっているため、世界自然保護基金などではグレートベースン砂漠の山間部を個別のエコリージョン、グレートベースン山岳森林として区別している。これらの山岳地域は他の地域と隔絶されているため、数多くの希少種、特有種が生息している。グレートベースンは最終氷期には水域であり、完新世に水が干上がった。そのため、氷期の間に他の動植物が入ってこず、高い遺伝的多様性を保っている。
他の研究者もグレートベースンを複数のエコリージョンに区分している。植物学者アルメン・タハタジャンは「グレートベースン植物地域」を設定した。また、アメリカ合衆国環境保護庁はこの地域をべイスン・アンド・レンジ北部、ベイスン・アンド・レンジ中部、モハーヴェ・ベイスン・アンド・レンジという3つのエコリージョンに区分している。

### 生息する動物
グレートベースンには、プロングホーン 、ミュールジカ、ピューマ、コヨーテなどが生息している。また、ウサギ科のオグロジャックウサギやサバクワタオウサギなども生息している。また、げっ歯類ではキヌゲネズミ科のパックラット、ポケットネズミ科のカンガルーラットなどが生息しており、その多くは夜行性である。アメリカアカシカとビッグホーンもまれにみることができる。 
爬虫類ではサバクツノトカゲ、ツノトカゲ科のグレートベースンカキネトカゲ、イグアナ下目のナガハナヒョウモントカゲなどのトカゲが低地においてはよくみられる。また、ガラガラヘビやナミヘビ科のゴーファーヘビも生息している。インヨヤマサンショウウオは絶滅危惧種である。 
鳥類では、ヒレアシシギ、ダイシャクシギなどのシギを湿地でみることができる。アメリカシロペリカンはピラミッド湖に生息している。また、イヌワシもグレートベースンで非常に一般的。 その他にも、ナゲキバト 、ニシマキバドリ、ワタリガラスなどが一般的な種である。
また、タランチュラやモルモンコオロギなどの無脊椎動物も生息している。外来種では、イワシャコ、ヨーロッパヤマウズラ、ヒマラヤセッケイなどもの動物や、スズメノチャヒキなどの植物が生息している。また、野生のウマ（マスタング）やロバは非常に繁殖力が高く、生態系にとっての脅威となっている。また、家畜のウシやヒツジも放牧されている。

## 地理

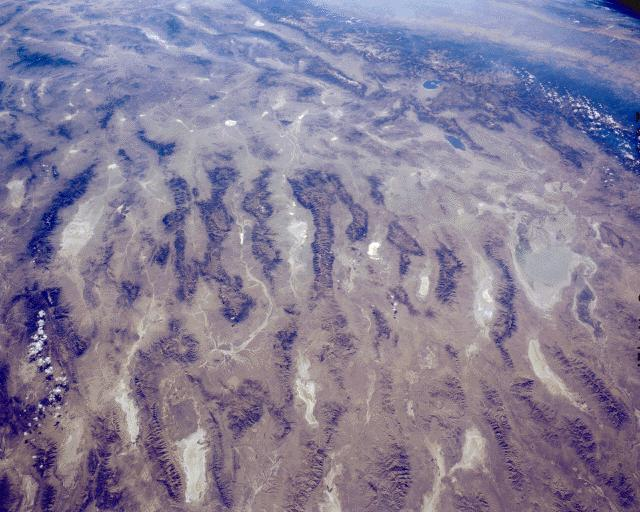
ベイスン・アンド・レンジで典型的に見られる地形

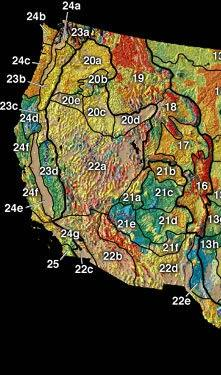
地形学におけるグレートベースンの領域(22a)

地理学的には、ベイスン・アンド・レンジの一部である。

### グレートベースン地形区分
グレートベースン地形区分は地形学における区分であり、ベイスン・アンド・レンジに含まれている。また、グレートベースンの部分だけでなくオレゴン州東部、アイダホ州南部、コロラド川流域（ラスベガス大都市圏とアリゾナ州の北西端）が含まれている。ベイスン・アンド・レンジは伸長力によって地殻が引き伸ばされたことによってできた地形で、南北に数多くの山脈が走り、その間には峡谷や盆地がある。これらの特徴により、その中心であるネバダ州は全米で最も山の数が多い。

### 主要な都市圏・都市
都市圏
- リノ・スパークス大都市圏
- ワサッチフロント（英語版）

北部
- スーザンビル
- バーンズ
- ハインズ

中部
- エルコ
- ウィネマッカ

南部
- シーダーシティ
- ビショップ

南端部
- パームデール
- ヴィクターヴィル
- パームスプリングス

### 主要な道路
- 州間高速道路
  - 15号線
  - 70号線
  - 80号線
  - 84号西線
- アメリカ国道
  - 6号線（英語版）
  - 50号線（英語版）
  - 93号線（英語版）
  - 95号線
  - 395号線（英語版）

### 主要な鉄道
- ユニオン・パシフィック鉄道
  - オーバーランド線
  - フェザー川線
  - セントラルコリダー線
- ロサンゼルス・アンド・ソルトレイク鉄道（英語版）

## 歴史
グレートベースンに人が住み始めたのは少なくとも12000年前である。
ヨーロッパ人が到達した頃、この地域にはショショーニ族、ユート族、北部パイユート族などのネイティブアメリカンの部族が住んでいた。18世紀にスペイン人の探検家たちがヨーロッパ人で最初にこの地域に入った。
1827年、ジェデダイア・スミスが最初の入植者としてシエラネバダ山脈を越えてこの地にたどり着いた。さらに、1820年後半には、ハドソン湾会社のピーター・オグデンがグレートソルト湖とフンボルト川流域を探検した。さらに、1932年にはベンジャミン・ボンビルが北東部を探検した。アメリカ合衆国は1819年にスペインとアダムス=オニス条約を結んで北緯42度線以北の領有権を確定、1846年にイギリスとオレゴン条約を結んで北緯49度線以南の領有権を確定させた。さらに、1848年にはメキシコ割譲地を取得し、グレートベースン全域の領有を達成した。また、1847年にはモルモン教徒がグレートソルトレイクバレーに入植、1849年には現在のユタ州全域とネバダ州北部にあたる土地にデザレット州の創設を宣言した。その後の定住は1848年に発生したカリフォルニア・ゴールドラッシュによるもので、移民たちはカリフォルニア・トレイルを通ってグレートベースンを渡って行った。1848年、オレゴン準州が設立され、1850年にはユタ準州が設立された。

## 気候

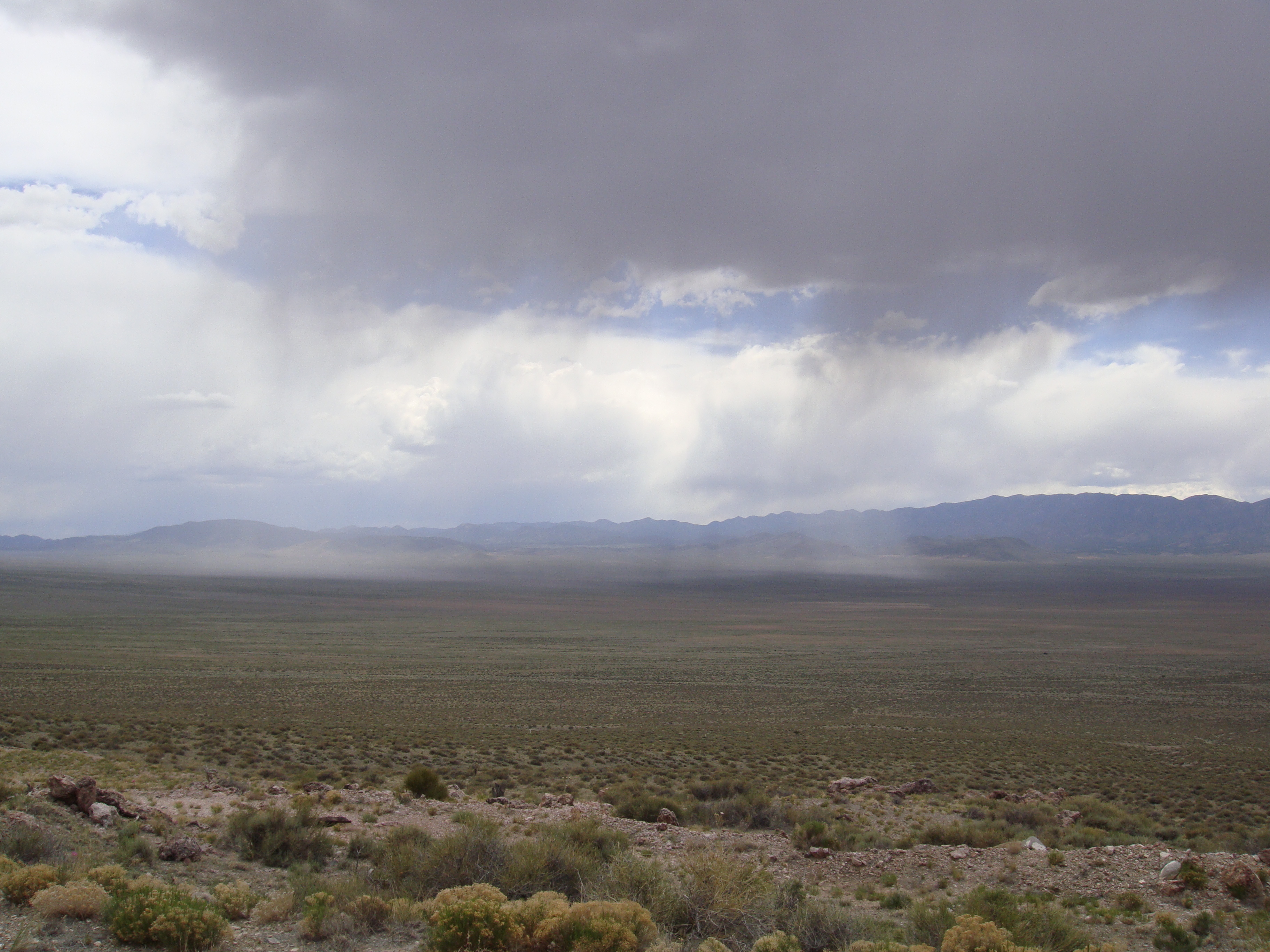
ユタ州で見られる雷雨

グレートベースンにおける気候は、標高、緯度、その他の要素に左右されるが、標高の高いところほど気温が低く、降水量が多い傾向がある。また、西部はシエラネバダ山脈の雨陰にあたるため、東部よりも乾燥している。ほとんどの地域は乾燥地域か半乾燥地域であるが、高地では高山気候も見られる。標高の高さと乾燥した気候により、この地域では気温の日較差が非常に大きい。

## 国立公園など
- グレートベースン国立公園：1922年7月24日国定記念物登録、1986年10月27日に国立公園に昇格。
- デスヴァレー国立公園：1933年に国定記念物登録、1994年に国立公園化[22]。
- ジョシュア・ツリー国立公園：1936年10月10日に国定記念物登録。1994年10月31日に砂漠保護法によって国立公園に昇格
- オールド・スパニッシュ・トレイル：2002年に登録